# Manuel Iturra
Manuel Iturra, né le 23 juin 1984 à Temuco, est un footballeur international chilien qui joue au poste de milieu de terrain libre.

## Biographie

### Carrière en clubs

#### Universidad de Chile (2003-2010)
Manuel Iturra commence sa carrière au sein de l'Universidad de Chile, où il passe ses sept premières saisons professionnelles, portant 2016 fois le maillot de l'équipe première.

#### União Leiria (2011-2012)
Il commence sa carrière européenne au sein du club portugais de l'União Leiria en juillet 2011, mais il est rapidement prêté au club espagnol du Real Murcia.

#### Grenade CF (2013-2015)
Le 12 juin 2013, Grenade s'attache les services de Manuel Iturra, alors âgé de 28 ans, pour trois saisons.

#### Villarreal
Arrivé de Malaga en juillet 2018, Villarreal annonce la résiliation du contrat de Manuel Iturra le mercredi 2 janvier 2019.

### Carrière en sélection nationale
Manuel Iturra est international chilien depuis 2005.

## Palmarès
- Vainqueur du Tournoi d'ouverture du championnat du Chili en 2004 et 2009 avec l'Universidad de Chile
- Vainqueur de la Copa BancoEstado en 2010 avec l'Universidad de Chile